# Maria Luisa De Crescenzo
Maria Luisa De Crescenzo (Roma, 12 gennaio 1992) è un'attrice italiana.

## Biografia
Nata a Roma, debutta come attrice nel film Il più bel giorno della mia vita (2002), diretto da Cristina Comencini. Nel 2004 è nel cast del film francese La scoperta del mondo  di Ivan Taieb, dove è coprotagonista.
In televisione esordisce nel 2003, interpretando il ruolo di Caterina nella miniserie televisiva Il papa buono, regia di Ricky Tognazzi. Successivamente, partecipa alla sesta stagione del serial televisivo della Rai Incantesimo 6 nel ruolo di Lucy. Nel 2008 partecipa alla quarta stagione della celebre serie televisiva di Mediaset R.I.S. - Delitti imperfetti interpretando il ruolo di Lorella.
Nel 2009 lavora al film Il compleanno, regia di Marco Filiberti. Inoltre nello stesso anno partecipa alla terza stagione de I Cesaroni, dove interpreta il ruolo di Fabiana, un personaggio minore.
Nel 2012 interpreta Annalisa nel docufilm Young Europe, regia di Matteo Vicino e prodotto nell'ambito del Progetto Icaro, per la sensibilizzazione sulla sicurezza stradale.
Nel 2020 esordisce su Netflix con il film Sotto il sole di Riccione, regia YouNuts!
Nel 2024 interpreta il ruolo di Linza nella serie americana Those About to Die, regia di Roland Emmerich.
Sposata, ha avuto recentemente una figlia di nome Rebecca.

## Filmografia

### Cinema
- Il più bel giorno della mia vita, regia di Cristina Comencini (2002)
- La scoperta del mondo, regia di Ivan Taieb (2004)
- Il compleanno, regia di Marco Filiberti (2009)
- Corpo celeste, regia di Alice Rohrwacher (2011)
- Posti in piedi in paradiso, regia di Carlo Verdone (2012)
- Young Europe, regia di Matteo Vicino (2012)
- Vacanze ai Caraibi, regia di Neri Parenti (2015)
- Sotto il sole di Riccione, regia di YouNuts! (2020)
- Olivia, regia di Marco Costa (2021)

### Televisione
- Il papa buono, regia di Ricky Tognazzi – miniserie TV (2003)
- Incantesimo – serial TV (2003)
- R.I.S. - Delitti imperfetti – serie TV, episodio 4x09 (2008)
- I Cesaroni – serie TV, episodi 3x14-3x17 (2009)
- R.I.S. Roma - Delitti imperfetti – serie TV, episodio 2x01 (2011)
- Il tredicesimo apostolo - Il prescelto, regia di Alexis Sweet – miniserie TV (2012)
- Rosso San Valentino, regia di Fabrizio Costa – miniserie TV (2013)
- Purché finisca bene - Piccoli segreti e grandi bugie, regia di Fabrizio Costa – film TV (2015)
- Maggie & Bianca Fashion Friends – serie TV, 26 episodi (2017)
- Those About to Die, regia di Roland Emmerich e Marco Kreuzpaintner – miniserie TV, puntate 5-10 (2024)